# سیم‌چین بالگرد

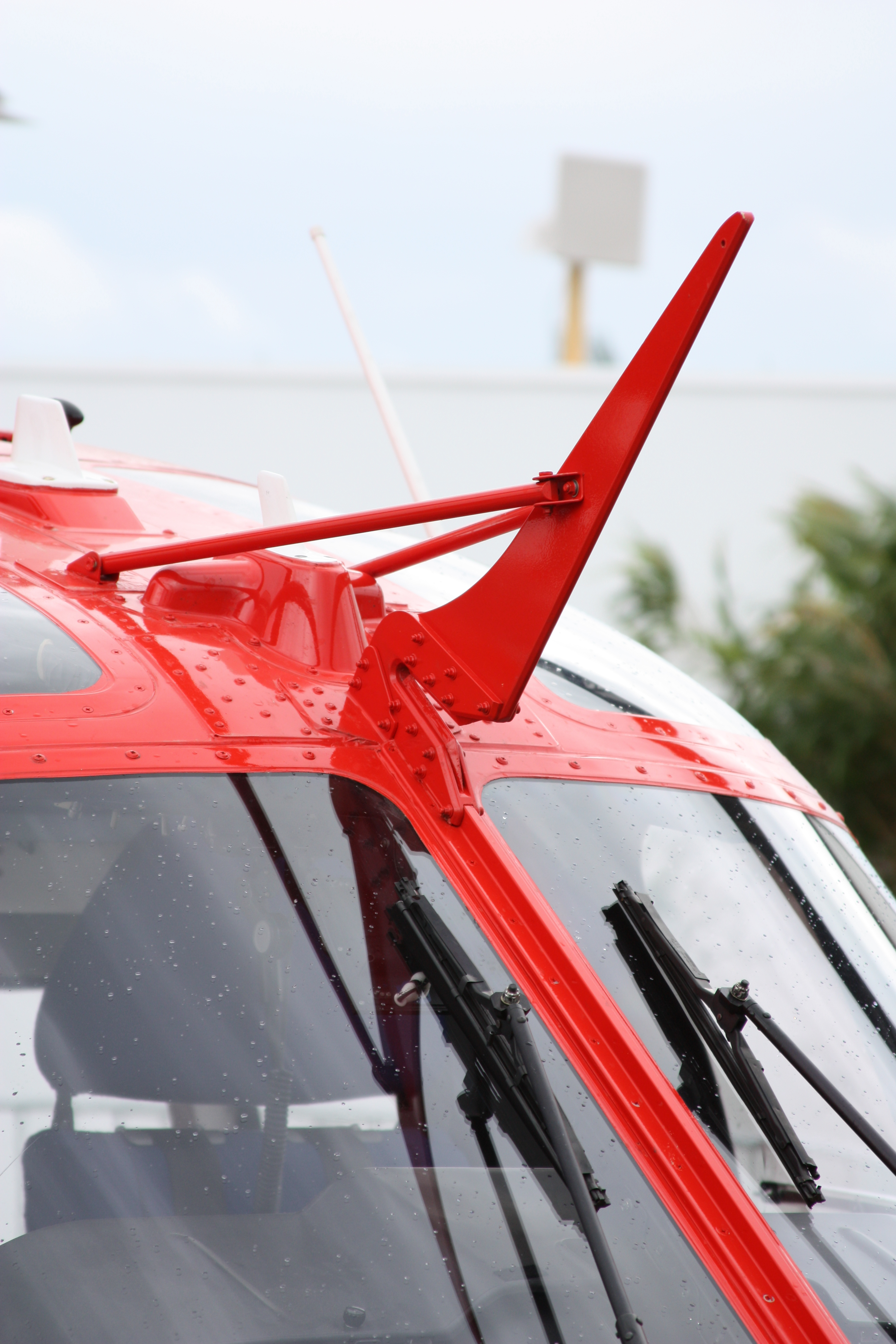
سیم‌چین بالا

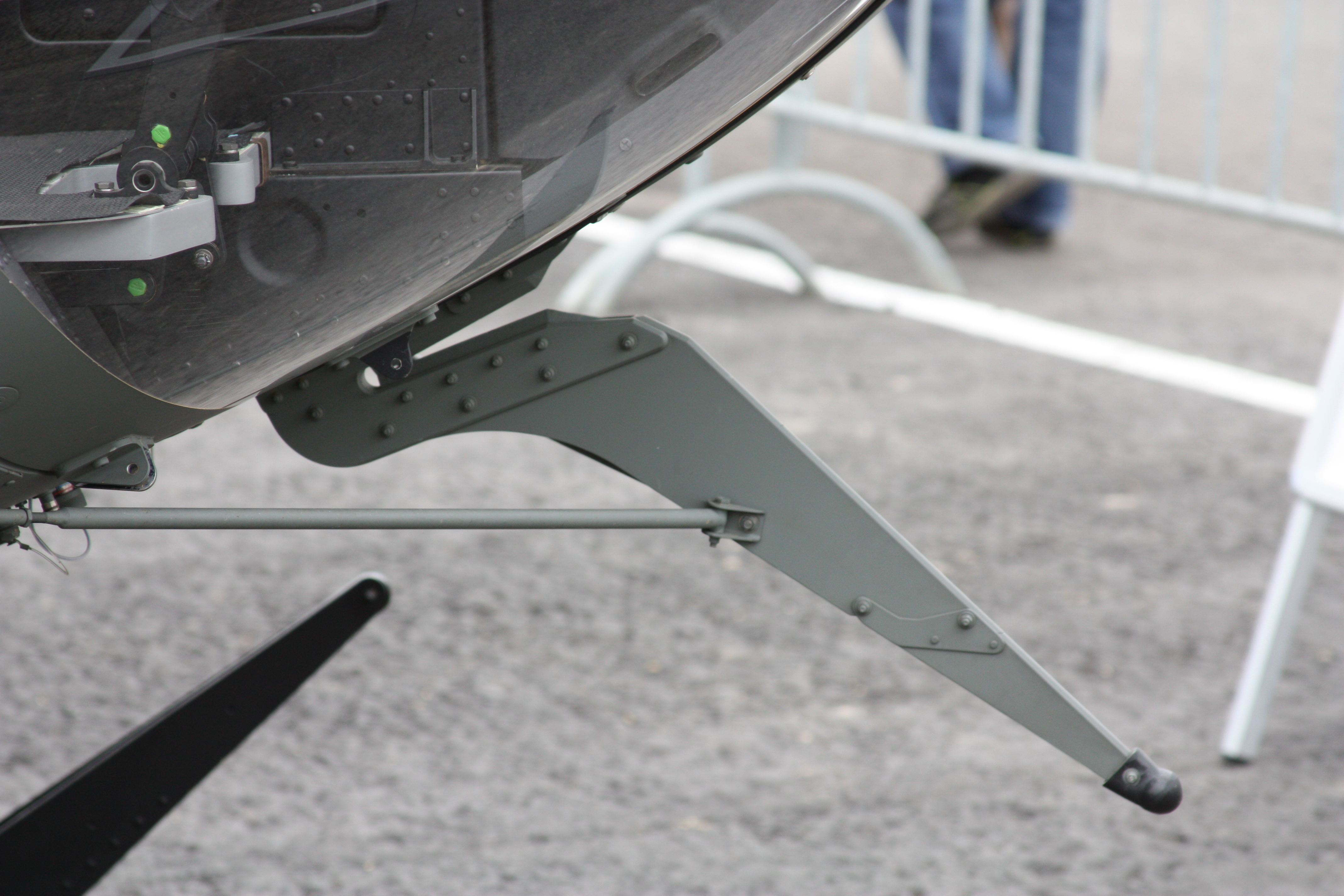
سیم‌چین پایین

سیم‌چین بالگرد یک سیم‌چین مکانیکی در بالگردهاست تا از برخورد سیم، طناب یا کابل فشار قوی با آن جلوگیری کند. این ابزار برای بالگردهایی ساخته شده‌است که بیشتر در مکان‌های خطرناک ساختمانی یا ارتفاع پایین پرواز می‌کنند. این ابزار همانند یک شاخ در جلوی بسیاری از بالگردهای نظامی آمریکایی و برخی از بالگردهای غیرنظامی دیده می‌شود که سیم را به یک شیار بسیار تیز منتقل کرده و می‌بُرد.

## پیشینه
پس از سقوط به دلیل نقص فنی، برخورد با سیم و کابل دومین عامل سقوط بالگردها به‌شمار می‌رود و آمار سقوط بالگردها در جهان به دلیل برخورد با سیم برق، بیشتر از آمار خطای خلبانان است.

در طول ۵ سال از فعالیت هوانیروز آمریکا از سال ۱۹۷۴ تا ۱۹۷۹ طناب‌ها و سیم‌های برق مسئول سقوطهای بسیاری بودند و در مجموع، ۱۶ درصد از مرگ و میر ناشی از سقوط بالگرد به‌خاطر برخورد با طناب‌ها و سیم‌های مسیر بوده‌است. در طول کمتر از یک دهه در ایالات متحده آمریکا در خلال سالهای ۱۹۷۰ تا ۱۹۷۹، تعداد ۲۰۸ بالگرد به دلیل برخورد با سیم برق یا کابل‌های ترابری سقوط کردند که در مجموع ۳۳۱ نفر جان خود را از دست دادند. طبق آمارها، از سال ۱۹۷۵ تا ۱۹۷۷ نیز برخورد با سیم، نخستین عامل سقوط بالگردها بود و از آمار نقص فنی پیشی گرفت؛ بنابراین نیاز به یک سامانه سیم‌چین احساس شد که بتواند از برخورد سیم‌ها با پروانه اصلی بالگرد جلوگیری نماید. شرکت هوانوردی بریستول به سفارش نیروهای مسلح کانادا سامانه سیم‌چین را برای نخستین بار در سال ۱۹۷۹ اختراع کرد تا بر روی کیووا نصب شود. در مراحل آزمایش سیم‌چین بر روی زمین، یک ابزار همانند یک شاخ بلند بر روی یک وانت نصب شد که با سرعت ۲۵ الی ۱۰۰ کیلومتر درساعت با کابلها برخورد می‌کرد. برخورد با انواع کابل‌ها و سیم‌ها با مقاومت گوناگون مورد بررسی قرار گرفت و حتی زاویهٔ برخورد نیز از ۰ تا ۴۵ درجه متغیر بود. سپس چند سیم‌چین مشابه نیز به زیر بدنه اضافه شد تا سیم بین اسکید و بدنه گیر نکند و قبل از رسیدن به آن نقطه توسط سیم‌چین بریده شود ولی هردو سامانه در آزمایش‌ها ناموفق نشان دادند. سرانجام در سال ۱۹۸۲ این آزمایش‌ها تکمیل شدند و هوانیروز آمریکا از سال ۱۹۹۶ تا ۲۰۰۲ هیچگونه برخوردی با سیم تجربه نکرد. بجز سامانهٔ ساخت شرکت بریستول، شرکتهای دیگر نیز سامانه‌های ویژهٔ خود را ساختند که می‌توان به ایرباس هلیکاپترز، ام‌دی هلیکاپترز، و بل هلیکاپترز اشاره کرد.

## نگارخانه

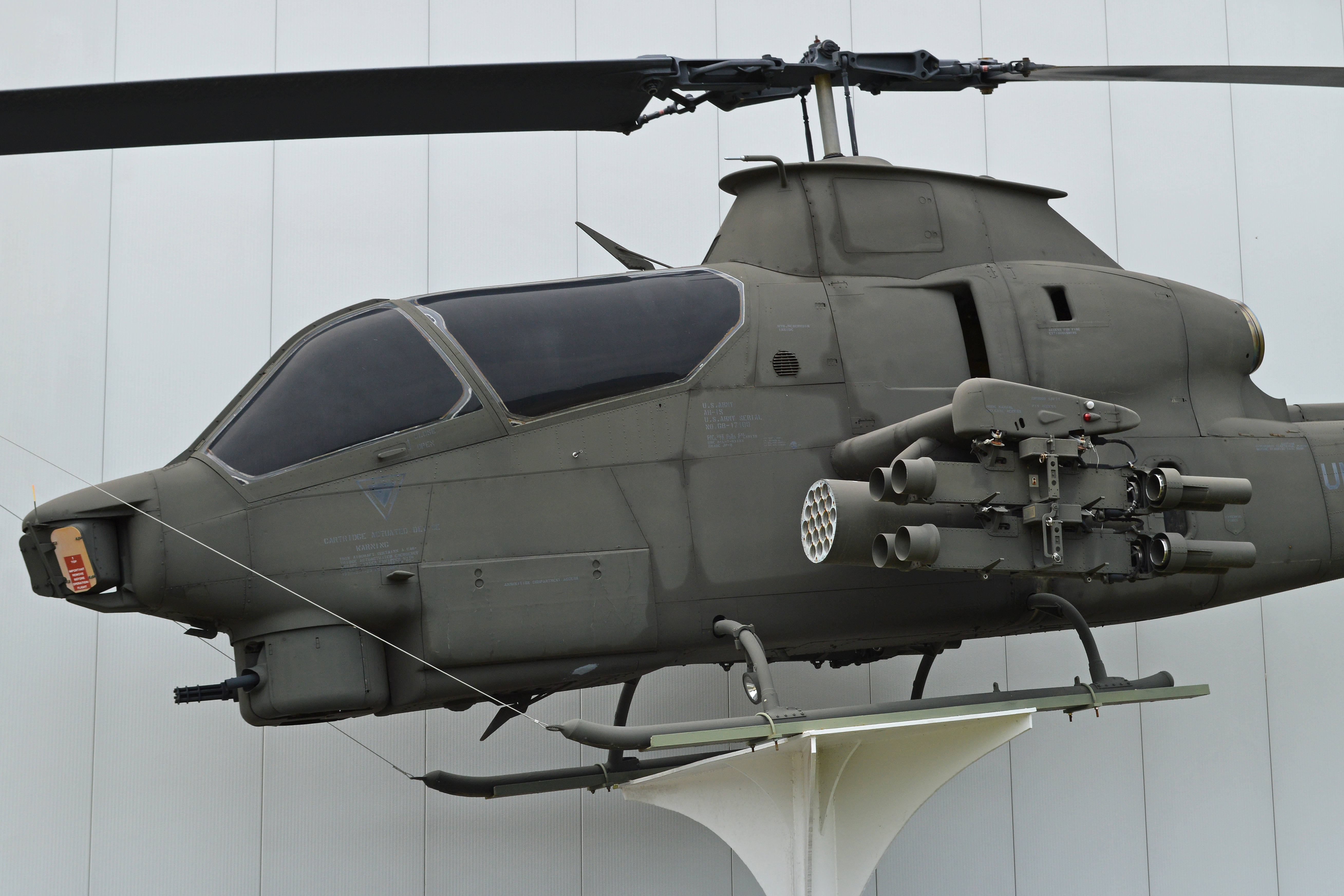
بل ای‌اچ-۱ کبرا
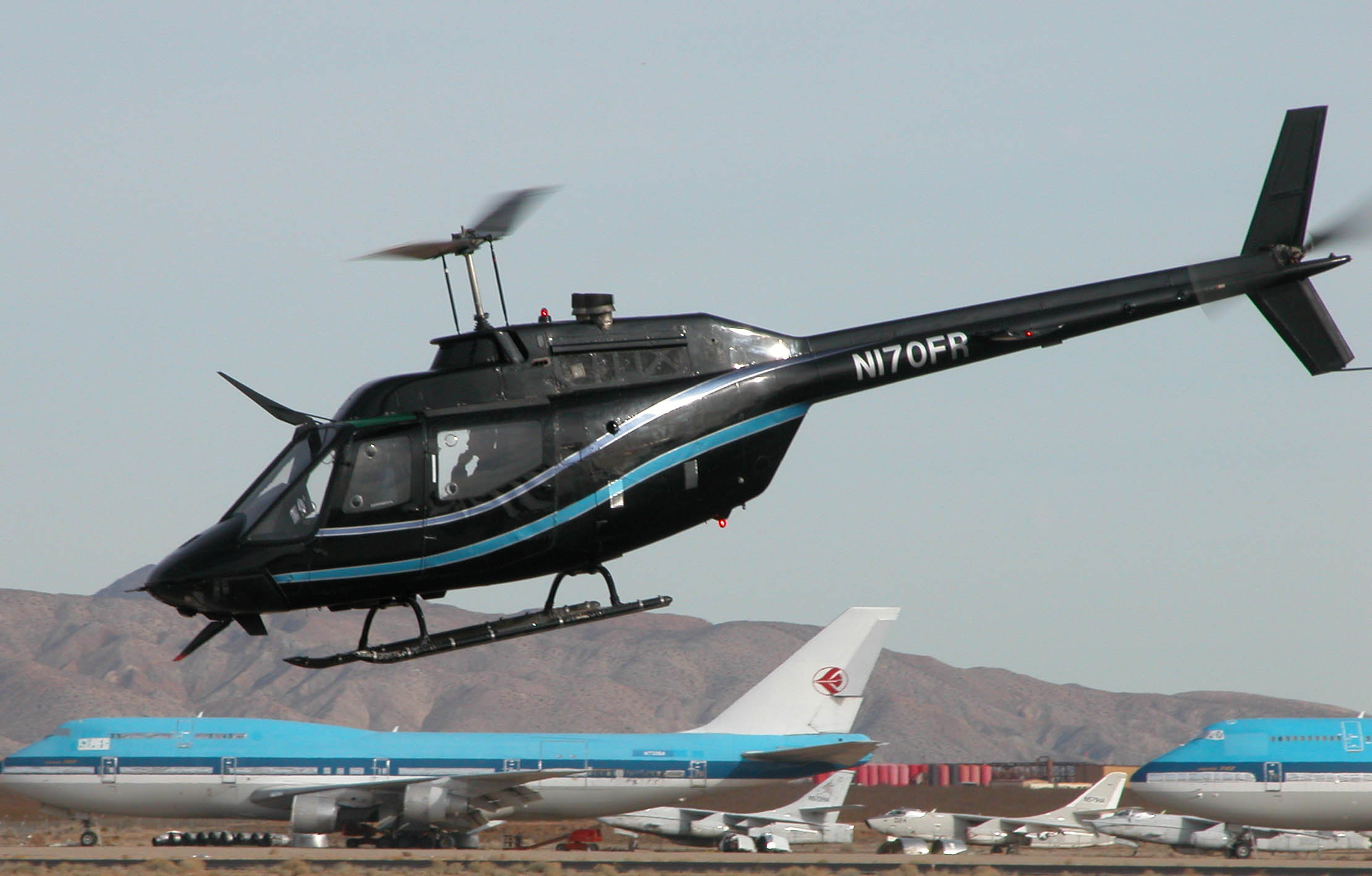
بل ۲۰۶